# Ixchel
Ixchel je v majevski mitologiji boginja meseca. Upodobljena je z nebesno kačo. Je zavetnica porodnic in tkalk.